# فوجیتا توکو
فوجیتا توکو (به ژاپنی: 藤田東湖)؛ ۴ مهٔ ۱۸۰۶ – ۱۱ نوامبر ۱۸۵۵) فیلسوف محقق مکتب میتو شاخه فوجیتا، در اواخر دوره ادو (شوگون‌سالاری توکوگاوا) اهل قلمروی میتو ژاپن بود.